# Begonia pulvinifera
Begonia pulvinifera là một loài thực vật có hoa trong họ Thu hải đường. Loài này được C.I Peng & Yan Liu mô tả khoa học đầu tiên năm 2006.